# Kembé
Kembé är en ort i Centralafrikanska republiken.   Den ligger i prefekturen Basse-Kotto, i den södra delen av landet, 400 km öster om huvudstaden Bangui. Kembé ligger 499 meter över havet och antalet invånare är 11 513.
Terrängen runt Kembé är lite kuperad. Runt Kembé är det glesbefolkat, med 15 invånare per kvadratkilometer.. Det finns inga andra samhällen i närheten. 
I omgivningarna runt Kembé växer huvudsakligen savannskog.